# تپه زرشک آب ۱
تپه زرشک آب ۱ مربوط به هزاره اول قبل از میلاد است و در شهرستان مهدیشهر روستای فولاد محله واقع شده و این اثر در تاریخ ۵ آذر ۱۳۸۰ با شمارهٔ ثبت ۴۴۴۵ به‌عنوان یکی از آثار ملی ایران به ثبت رسیده است.